# Enzymes pancréatiques (médicament)
Les enzymes pancréatiques, également appelées pancrélipase et pancréatine, sont des mélanges commerciaux d'amylase, de lipase et de protéase,.

## Usage médical
Elles sont utilisés pour traiter le syndrome de malabsorption dû à certains problèmes pancréatiques. Ces problèmes pancréatiques peuvent être dus à la fibrose kystique, à l'ablation chirurgicale du pancréas, à une pancréatite à long terme ou à un cancer du pancréas, entre autres,. La préparation est prise par voie orale.

## Mécanisme d'action
Les enzymes pancréatiques administrées par voie orale remplacent les enzymes que le pancréas ne produit plus en quantité suffisante. L'amylase aide à digérer les glucides, la lipase décompose les graisses, et la protéase scinde les protéines en acides aminés. En étant prises avec les repas, ces enzymes améliorent l'absorption des nutriments, évitant les symptômes de la malnutrition et la perte de poids qui peuvent survenir dans les cas de malabsorption pancréatique,.

## Effets secondaires
Les effets secondaires courants sont les vomissements, les douleurs abdominales, la constipation et la diarrhée[1], ainsi que l'irritation périanale et l'élévation du taux d'acide urique dans le sang,. L'utilisation est considérée comme sûre pendant la grossesse. Les composants sont des enzymes digestives similaires à celles normalement produites par le pancréas humain, les enzymes proviennent de porcs,. Ils aident la personne à digérer les graisses, les amidons et les protéines.

## Histoire
Les enzymes pancréatiques sont utilisées comme médicaments depuis au moins les années 1800. Ils figurent sur la liste des médicaments essentiels de l'Organisation mondiale de la santé. Au Royaume-Uni, l'approvisionnement d'un mois typique coûte au NHS environ 12,93 à 47,55 livres sterling en 2019. Aux États-Unis, le prix de gros de ce montant est d'environ 300 à 900 dollars américains. En 2017, c'était le 275e médicament le plus couramment prescrit aux États-Unis, avec plus d'un million d'ordonnances,.